# Novell eDirectory
eDirectory – usługa katalogowa Novell. Wcześniej produkt ten nazywał się NDS, rozwinięcie akronimu to Novell Directory Services, wcześniej NetWare Directory Services.
NDS został stworzony w roku 1993 przez Novell wraz z nową wersją serwera NetWare noszącą numer 4.00. NDS, jako usługa katalogowa, miał na celu zebranie w jednej bazie informacji o kontach użytkowników i grupach – od samego początku jednak przechowywana jest także informacja o innych elementach systemu, jak serwery, podsieci, zasady zarządzające stacjami, informacje o bramach i inne. Baza ta została rozproszona pomiędzy wiele serwerów sieciowych.
- możliwość podziału na partycje, czyli wyodrębnione części, które mogą być dystrybuowane na wybrane serwery oszczędzając miejsce i łącza sieciowe (brak zbędnej replikacji);
- możliwość dowolnego sposobu kształtowania dostępu do danych w replice (kopii partycji), bo repliki mogą mieć tryb Master (nadrzędna, jedna dla każdej partycji), Read/Write (pełny dostęp, wiele możliwych lokalizacji), Read Only (tylko do odczytu, wiele lokalizacji) i dodatkowo w każdym z typów, z wyjątkiem Master, istnieje możliwość wprowadzenia filtrowania replikowanych atrybutów;
- wieloplatformowość – usługa NDS występuje w wersjach m.in. na NetWare, Windows NT/2000/2003, 2008, Linux, Solaris, SunOS, IBM AIX, HP-UX.

## Wspierane platformy
- Windows 2000
- Windows Server 2003
- Windows Server 2008
- Windows Server 2012
- SUSE Linux Enterprise Server
- Red Hat Enterprise Linux
- Novell NetWare
- Solaris
- IBM AIX
- HP-UX

## Przechowywanie danych
Wersje poniżej 8 używały silnika baz danych Recman opartego na rekordach, działającej w oparciu o system śledzenia transakcji wbudowany w system operacyjny NetWare. Od wersji 8 eDirectory, a także system pracy grupowej GroupWise od wersji 5 używa silnika baz danych FLAIM, pierwotnie używanego przez aplikację WordPerfect. Ta zmiana pozwoliła na przeniesienie usługi na inne platformy takie jak Windows, Linux czy Unix.